# Preliminary Reference Earth Model

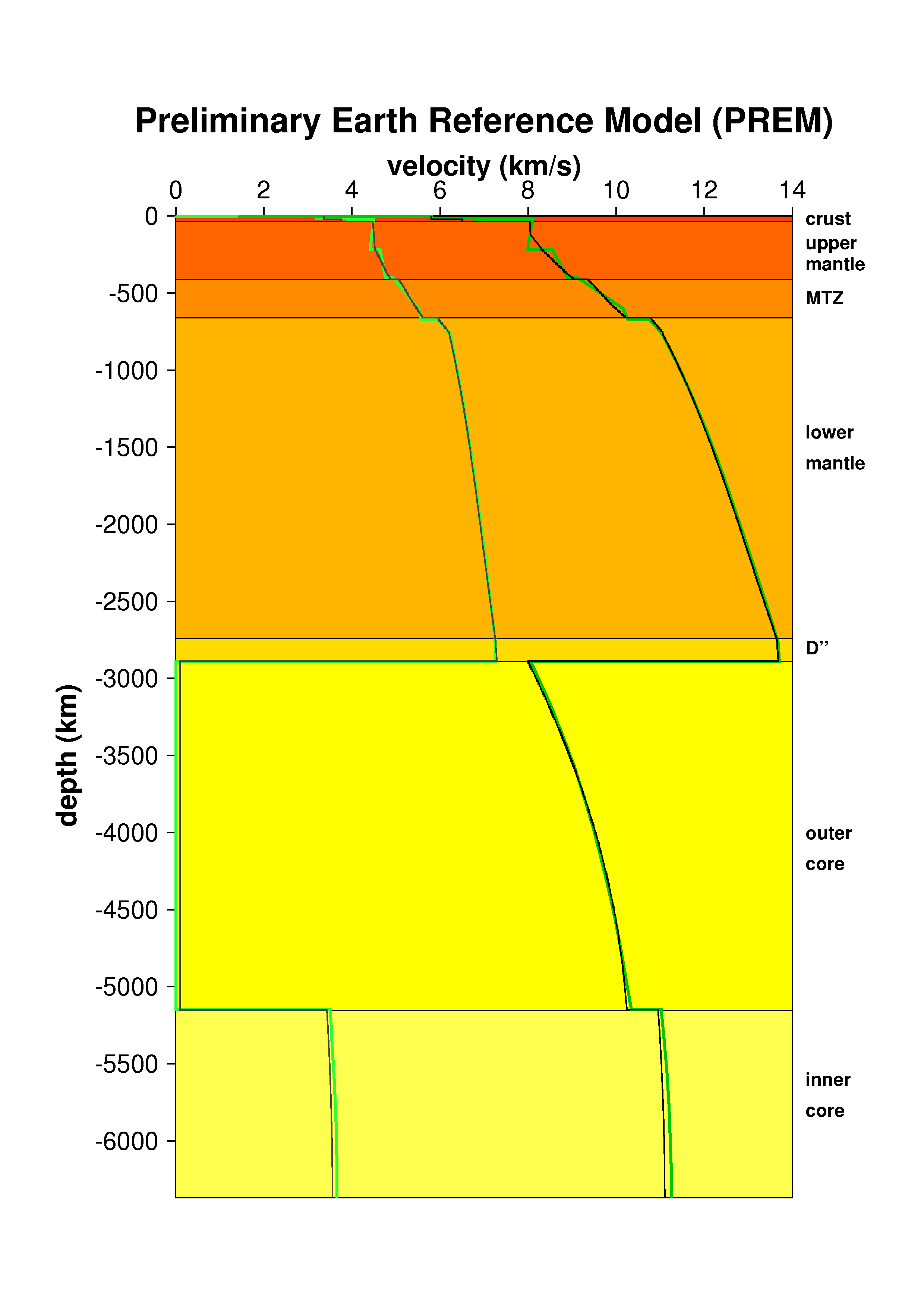
Seismische snelheden voor P- en S-golven volgens het Preliminary Reference Earth Model (donker- en lichtgroen) vergeleken met die volgens het IASP91-model (zwart en grijs).

Het Preliminary Reference Earth Model (afgekort: PREM) is een seismologisch referentiemodel voor seismische snelheden, dichtheden, druk en andere natuurkundige parameters in het binnenste van de Aarde. Het is samen met het IASP91-model het meest gebruikte model bij modellering van het binnenste van de Aarde.

## Methode
Het Preliminary Reference Earth Model werd in 1981 ontwikkeld door Adam Dziewoński en Don L. Anderson. Het is een eendimensionaal model dat voor elke diepte in de Aarde een seismische snelheid geeft. De Aarde wordt aangenomen een horizontaal homogene bol te zijn met een straal van 6371 km. De afplatting van de Aarde wordt verwaarloosd.
Overigens is het PREM opgesteld voor de Aarde onder continentale korst. Onder oceanische korst geeft het model geen realistisch beeld.
Om de dichtheidsveranderingen met de diepte precies te bepalen zijn behalve seismische golven ook eigentrillingen van de Aarde gebruikt. Door het gemiddelde van vele metingen te nemen werden kleinschalige lokale heterogeniteiten uit het model geëlimineerd. Een voordeel ten opzichte van andere modellen is dat in de bovenste 200 km rekening wordt gehouden met anisotropie.

## Discussie
In de afbeelding worden de snelheidscurven volgens het PREM met het IASP91-model vergeleken. De belangrijkste verschillen liggen bij de discontinuïteiten. Zo is de Moho (korst-mantelgrens) in het PREM 10 km vlakker dan in IASP91, terwijl de dikte van de manteltransitiezone (MTZ) in het PREM ongeveer 20 km dikker is.
Een duidelijk verschil met IASP91 is ook de duidelijke sprongsgewijze toename van de snelheid in de bovenmantel bij 220 km (de Lehmanndiscontinuïteit). In nieuwere modellen wordt deze discontinue overgang eerder als een verandering van de gradiënt in plaats van een echte discontinue sprong in de snelheid gezien.